# It's Style '95
『It's Style '95』（イッツ・スタイル・ナインティファイヴ）は、松田聖子通算25枚目のオリジナル・アルバム。1995年5月21日発売。発売元はSony Records。

## 解説
作詞者の "Meg.C" とは、松田の限定ペンネーム。「Meg Ryan ちゃん（Chan）」の略。本作と関連シングル（「輝いた季節へ旅立とう」「素敵にOnce Again」）でだけ使用された。
売上枚数は27万枚を記録し、90年代のオリジナルアルバムの中では次作『Vanity Fair』に次いで高い。
「It's Style'95」と「素敵にOnce Again」のミュージック・ビデオはアメリカの映像制作会社プロパガンダ・フィルムズによって手掛けられた。
アルバムに連動したコンサート「Live It's Style '95」は当時、松田のキャリアの中で過去最高の観客動員数を記録した。のちにDVD化された。ほか、ミュージック・ビデオ集も有り。
シングル「輝いた季節へ旅立とう」のC/Wに、95のつかない「It's Style」収録（同時発売ベスト・アルバム『Bible II』にも収録）。前出のコンサート・ツアーでは2曲続けて披露された。
松田としては本作を以て一旦15年間所属したSony Recordsを離れる。2002年に復帰するまでの間、趣向を凝らした様々なベスト・アルバムが発売された。

## 収録曲
- 全作詞:Meg.C
- 全作曲:Seiko Matsuda・Ryo Ogura
- 全編曲:Yuji Toriyama

1. It's Style '95　（3:54）
  - ミュージック・ビデオではポールダンスを披露しており、同年のコンサート・ツアーでもその演出で歌われた。2000年代以降のコンサート・ツアーでも度々セットリストに入っており、2021年のコンサート・ツアーではドラム、2024年のコンサート・ツアーではギター演奏を披露した。
2. Don't You Wanna Dance?　（4:41）
3. 輝いた季節へ旅立とう　（4:51）
  - 第45回NHK紅白歌合戦 歌唱曲。6年ぶりの紅白出演であった。たかの友梨ビューティークリニック コマーシャルソング。女性ゴシップ誌で伝えられていたようなイメージをあえてなぞった、外国人男性を挑発するコマーシャルの中身も話題となった。
4. Let's Talk Again　（4:12）
5. あなたを、愛したこと　（4:36）
6. 素敵にOnce Again　（4:50）
  - 第46回NHK紅白歌合戦 歌唱曲
7. 白いサンダルと麦わら帽子　（4:45）
8. 明るい未来にしようね、Positiveに!　（4:09）
9. 頬をつたう涙が夜空の星に変わる時　（5:10）
10. You Are My Fire　（4:23）
11. Why　（5:16）

## 関連作品
- 輝いた季節へ旅立とう
  - シングル「輝いた季節へ旅立とう#関連作品」を参照
- あなたを、愛したこと
  - Dear
  - Ballad 〜20th Anniversary
  - Seiko Matsuda Best Ballad
- 素敵にOnce Again
  - シングル「素敵にOnce Again#関連作品」を参照
- 白いサンダルと麦わら帽子
  - Seaside 〜Summer Tales〜
- 頬をつたう涙が夜空の星に変わる時
  - Ballad 〜20th Anniversary
  - Seiko Matsuda Best Ballad
- Why
  - Bible III

## 関連人物
- 小倉良
- 鳥山雄司